# Kill Me, Heal Me
Kill Me, Heal Me (en hangul, 킬미,힐미; romanización revisada, Kilmi, hilmi) también conocida en español como Mátame, sáname, es una serie de televisión surcoreana emitida durante 2015 y protagonizada por Ji Sung, Hwang Jung Eum, Park Seo Joon, Oh Min Suk y Kim Yoo Ri.
Fue trasmitida por MBC desde el 7 de enero al 12 de marzo de 2015, con una longitud de 20 episodios emitidos cada miércoles y jueves a las 22:00 (KST). Trata el mismo tema que el drama de SBS, Hyde, Jekyll, Me por lo que se formó una controversia en su momento, debido a la poca originalidad de los guiones.

## Sinopsis
El millonario Cha Do Hyun (Ji Sung), tiene Trastorno de identidad disociativo debido a un trauma cuando era pequeño, por lo que su mente adapta su personalidad a siete identidades diferentes, las que son Shin Se Gi (un chico malo), Perry Park (hombre de 40 años y experto en bombas), Ahn Yo Sub (Suicida y artista), Ahn Yo Na (una chica extrovertida, con gustos a los ídolos y boy bands), Nana (niña de 7 años, ama los osos de felpa) y el Chico Misterioso, que se llega a conocer como "Mr's X". El problema a todo esto es que el desea volver a su vida normal y tener control sobre esta, pero Oh Ri Jin (Hwang Jung Eum), una interna y estudiante de psiquiatría, se enamora de una de sus identidades.

## Reparto

### Personajes principales
- Ji Sung como Cha Do Hyun.
- Hwang Jung Eum como Oh Ri Jin.
- Park Seo Joon como Oh Ri On.
- Oh Min Suk como Cha Ki Joon.
- Kim Yoo Ri como Han Chae Yeon.

### Personajes secundarios
Familiares de Do Hyung
- Kim Young Ae como Seo Tae Im, abuela de Cha Do Hyun.
- Shim Hye Jin como Shin Hwa Ran.
- Kim Yong Gun como Cha Gun Ho.
- Ahn Nae-sang como Cha Joon-pyo.
- Myung Se Bin como Min Seo Yeon.

Ayudantes de Do Hyung
- Choi Won Young como Ahn Gook. (secretario)
- Ko Chang-seok como Seok Ho Pil. (doctor)

Familia de Ri Jin
- Kim Hee Jung como Ji Soon Young.
- Park Joon Gyu como Oh Dae Oh.

Familia de Ki Joon
- Kim Na Woon como Yoon Ja Kyung.
- Kim Il Woo como Cha Young Pyo.
- Kim Hyun Joo como Baek Jin Sook.

### Otros personajes
- Baek Chul Mi como Alex Kang.
- Kim Hyeong Bum como Choi Shil Jang.
- Seo Yi Ahn como Hong Ji Sun.
- Lee Do Suk como Nam Jik Won.
- Jo Chang Geun como Kang In Gyu
- Kang Bong Sung como Shin Seon Jo.
- Choi Hyo Eun como Joo Mi Ro.
- Cho Kyo Jin.
- Han Ji Soo.
- Dan Woo.
- Kang Dong Youp.
- Yoo Jae Geun.
- Oh Jung Won.
- Ha Kyung Min.
- Son Seung Woo.
- Lee Do Kyung.
- Lee Yoon Sang.
- Park Gun Rak.
- Sul Chang Hee.
- Min Joon Ho.
- Hwang Yoon Gul.
- Chun So Ra.

### Apariciones especiales
- Kim Seul-gi como Heo Sook Hee.
- Heo Ji Woong.
- Jo Yoon Ho.
- Gun Mi Yeon.
- Ahn Young Mi.
- Jung Eun Pyo.
- Woo Hyun como un Paciente Mental (ep. #1).
- Lee Si-eon como Park Min-jae.
- Koo Jun Yup.
- LU:KUS.
- Park Seul Ki.
- Kwon Yuri.

## Banda sonora
| N.º | Título                                                                 | Artist                | Duración |  |
| 1.  | «환청» (Auditory Hallucination)                                        | Jang Jae In, NaShow   | 3:29     |  |
| 2.  | «Healing Love»                                                         | Luna, Cho Yi (LU:KUS) | 4:11     |  |
| 3.  | «말할 수 없는 비밀» (Unspeakable Secret)                               | Moon Myung Jin        | 4:26     |  |
| 4.  | «이런 기분» (This Feeling)                                             | Lee Yoo Rim           | 3:34     |  |
| 5.  | «너를 보낸다» (Letting You Go)                                         | Park Seo Joon         | 4:07     |  |
| 6.  | «제비꽃» (Violet)                                                      | Ji Sung               | 3:54     |  |
| 7.  | «환청 - Instrumental» (Auditory Hallucination - Instrumental)          | Varios artistas       | 3:29     |  |
| 8.  | «Healing Love - Instrumental»                                          | Varios artistas       | 4:11     |  |
| 9.  | «말할 수 없는 비밀 - Instrumental» (Unspeakable Secret - Instrumental) | Varios artistas       | 4:26     |  |
| 10. | «이런 기분 - Instrumental» (This Feeling - Instrumental)               | Varios artistas       | 3:34     |  |
| 11. | «Kill Me»                                                              | Varios artistas       | 2:26     |  |
| 12. | «I Am Shin Se Gi»                                                      | Varios artistas       | 3:39     |  |
| 13. | «Beyond Recollection»                                                  | Varios artistas       | 3:58     |  |
| 14. | «Freak»                                                                | Varios artistas       | 2:17     |  |
| 15. | «Childhood»                                                            | Varios artistas       | 2:01     |  |
| 16. | «Who Are You?»                                                         | Varios artistas       | 2:37     |  |
| 17. | «Driving to the Past»                                                  | Varios artistas       | 3:40     |  |
| 18. | «I Am Cha Do Hyun»                                                     | Varios artistas       | 2:16     |  |
| 19. | «Heal Me»                                                              | Varios artistas       | 2:46     |  |

## Emisión internacional
- Estados Unidos: Pasiones (2016).
- Hong Kong: TVB Japanese Drama.
- Japón: KNTV.
- Taiwán: STAR Chinese Channel.
- Filipinas: GMA Network.